# Ivan Andreevici Krîlov
Ivan Andreevici Krîlov (în rusă: Ива́н Андре́евич Крыло́в; n. 13 februarie 1769, Moscova — d. 21 noiembrie 1844, Sankt Petersburg) este cel mai cunoscut fabulist rus. Fabulele sale ridiculizează racile morale ale epocii, în versuri libere, într-o limbă populară, presărată cu proverbe și zicători.
Sunt remarcabile gama variată a ironiei și satirei, uneori bonome, limbajul vioi, pitoresc și paremiologic.

## Krîlov și despărțirea de clasicism
„Cartea înțelepciunii poporului” - acesta e numele pe care N.V. Gogol l-a dat operei lui Krîlov - creatorul fabulei naționale ruse.
Consacrând genul alegoric al fabulei cu specific național, Krîlov a adus un suflu nou, democratic, în literatura rusă, care, la sfârșitul secolului al XVIII-lea și la începutul celui de al XIX-lea, pășea într-o nouă fază a dezvoltării sale. Pe tărîm literar se dădea o luptă aprigă între tendințele realiste din ce în ce mai puternice și dogmele rigide ale clasicismului. Pe de altă parte, adepții curentului sentimentalist și ai romantismului pasiv, conservator, capitulau în fața noii orientări, aceea a realismului consecvent și integral. I. A. Krîlov a ridicat pe o treaptă nouă aceste tendințe realiste, iar fabulele sale au constituit, la hotarul a două secole, un fel de verigă care a unit tradițiile cele mai progresiste ale secolului al XVIII-lea, reprezentate îndeosebi prin opera lui Radișcev, Fonvizin și Novikov, cu literatura realist critică din secolul al XIX-lea, cu operele lui Griboedov, Pușkin, Nekrasov, Gogol și Saltîkov-Șcedrin.

## Importanța operelor sale

I. A. Krîlov

După comedia satirică „Neisprăvitul”, de Fonvizin, și opera revoluționară a lui Radișcev - „Călătorie de la Petersburg la Moscova” - fabulele lui Krîlov, prin zugrăvirea aspectelor celor mai semnificative din realitatea rusă a acelui timp, ca și prin simplitatea, concizia și precizia limbii în care sunt scrise, au contribuit în cea mai mare măsură la dezvoltarea realismului, nu numai în literatura rusă, dar și în literatura universală. Coloritul lor național, caracterul profund popular, umorul fin și usturător, precum și neîntrecuta bogăție a limbii fac din ele modele de măiestrie care au servit, decenii de-a rîndul, drept sursă de inspirație marilor maeștri ai literaturii satirice, păstrîndu-și neștirbite, pînă în zilele noastre, prospețimea, valoarea ideologică și artistică. Criticul democrat-revoluționar Bielinski l-a denumit pe Krîlov „slava, cinstea și mîndria literaturii ruse”.
Numele multor personaje din fabulele lui Krîlov au devenit substantive comune și au rămas în patrimoniul limbii ruse.

## Viața și destinul literar

### Copilăria
Născut la Moscova, la 2 (13) februarie 1769 (sau 1768), Ivan Andreevici Krîlov a cunoscut încă din copilărie grijile și lipsurile materiale din casa tatălui său - Andrei Prohorovici Krîlov, ofițer activ, care servise timp îndelungat ca simplu ostaș și, într-un final, reușise să fie înaintat la gradul de căpitan. În 1771, A. P. Krilov a fost transferat în Ural, unde s-a aflat împreună cu familia sa în timpul răscoalei lui Pugaciov. Viitorul fabulist nu împlinise înca patru ani, cînd a fost nevoit să îndure în orașul Orenburg un asediu de câteva luni. După terminarea ostilităților, căpitanul Krîlov a trecut în rezerva și a fost numit președinte al tribunalului gubernial din Tver. În orașul Tver, familia Krîlov a dus o viață liniștită. Micul Krîlov a crescut sub supravegherea mamei sale, o femeie simpla, asa cum a descris-o mai tîrziu fabulistul însuși — „fără nici un fel de studii, dar înzestrată de la natură cu o vie inteligență”. La 10 ani micul Krîlov a fost nevoit să intre ca funcționar la tribunalul din Tver, unde lucra și tatăl său, după ce trecuse în rezervă. În aceste împrejurări viitorul fabulist n-a avut posibilitatea de a-și definitiva studiile școlare. De aceea, erudiția lui filozofică și literară, sfera bogată de cunoștințe din diverse domenii, de care a dat dovada atât în opera sa publicistică cât și în fabule, sunt de-a dreptul uimitoare.
Setea nepotolită de lectură (se povestește că la predarea primelor sale fabule unui editor, ceruse în loc de modestul onorariu câteva cărți din literatura universală), mintea lui cercetătoare și un ascuțit spirit de observație l-au orientat în școala grea a vieții, înarmându-i talentul cu forțele nesecate ale înțepelciunii poporului, căruia i-a slujit prin întreaga sa operă. Tânărul slujbaș de la tribunalul din Tver are prilejul să cunoască moravurile tribunalelor provinciale din Rusia Ecaterinei a II-a, abuzurile aparatului birocratic țarist, exploatarea nemiloasă a maselor.
Contactul viitorului fabulist cu poporul, cu masa celor mulți și exploatați, a constituit factorul principal al dezvoltării lui. Această cunoaștere a vieții se va simți chiar în prima piesă scrisă de Krîlov în tinerețe — „Ghicitoarea în cafea” — piesă pe care tânărul scriitor, o începe încă de la Tver și o termină la Petersburg.
În 1782, după moartea tatălui, Krîlov cunoaște, la vârsta de 14 ani, întreaga povară a întreținerii familiei. Se mută la Petersburg, cu mama și cu fratele său, unde obține un post modest de slujbaș în administrația financiară, loc ce-i va permite studierea legilor țariste arbitrare de spoliere a celor mulți.

### Tinerețea
La Petersburg, Krîlov este puternic atras de teatru. Teatrul îl scoate din cercul îngust al micii funcționărimi peterburgheze, apropiindu-l de lumea actorilor și literaților. Talentul de scriitor al lui Krîlov — talent care se deșteaptă foarte de timpuriu — se remarcă încă de la primele sale încercări literare.

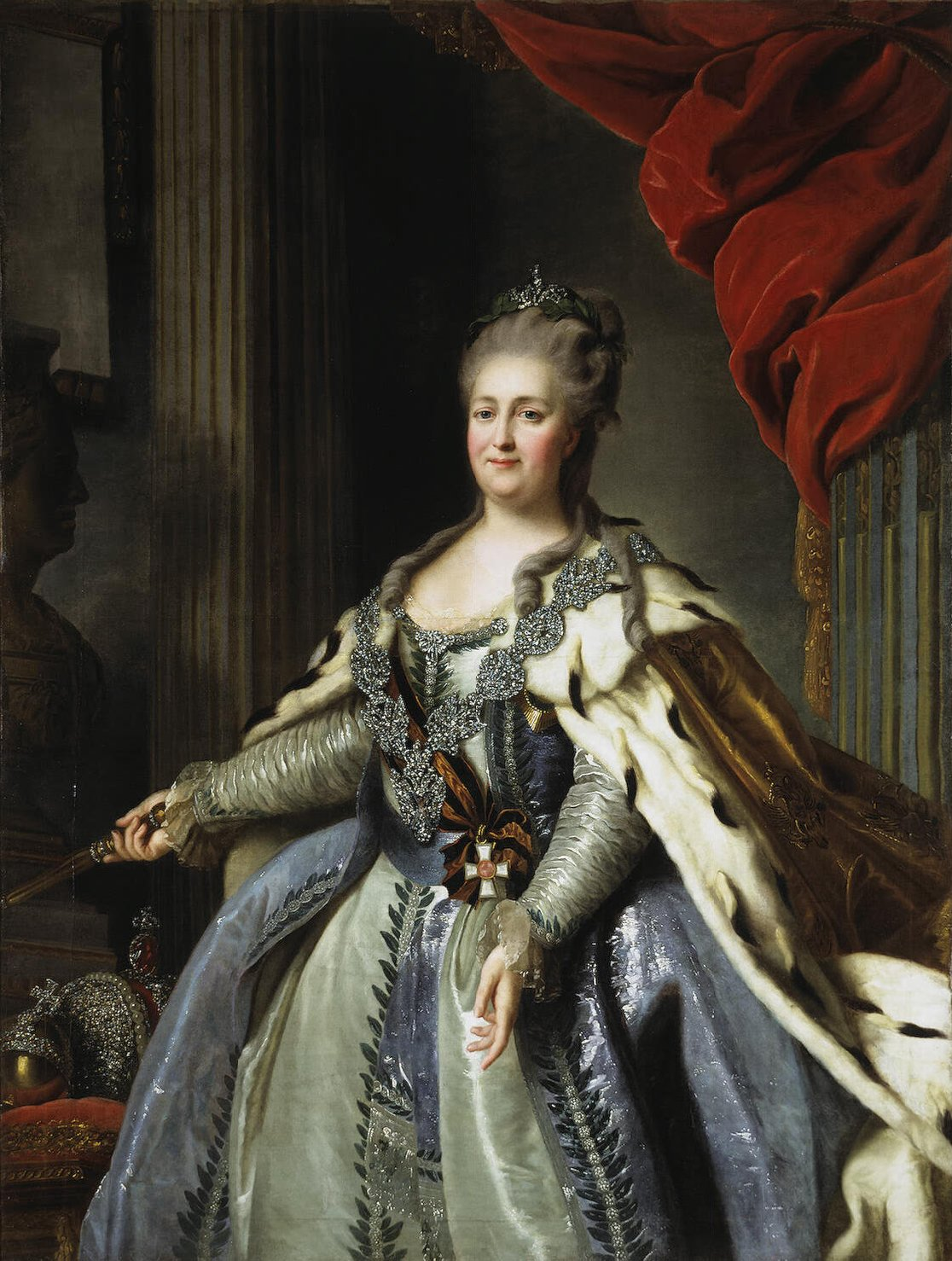
Ecaterina a II-a a Rusiei

Cu experiența astfel îmbogățită, Krîlov debutează în literatură ca autor de comedii satirice în proză („Ghicitoarea în cafea”, „O familie turbată”, „Scriitorul în anticameră”, „Poznașii” și altele) - lucrări care se caracterizează, pe de o parte, prin atitudinea critică față de clasele stăpînitoare și, pe de altă parte, prin simpatia caldă, prin înțelegere, față de țărănimea iobagă. Genul dramatic îl atrage în chip deosebit. Începuturile sale literare corespund unui interes viu și consecvent pentru arta teatrală. Krîlov frecventează toate premierele și, în scurt timp, devine cunoscut în cercurile oamenilor de teatru.
Primele fabule, care vădesc același caracter satiric-demascator, apar în 1787. Începând din 1789, se consacră activității publicistice. Editează, cu mijloace proprii destul de modeste, întâi revista satirică „Pocita duhov” (Poșta duhurilor), apoi „Zritel” (Spectatorul), care, împreună cu revistele lui N.I. Novikov, combăteau abuzurile autocrației, sistemul iobăgist și militau pentru dreptatea socială și apărarea culturii naționale ruse.
În această perioadă, înfricoșată de urmările răscoalei lui Pugaciov (1773 — 1775), care zdruncinase tronul din temelii, precum și de ecoul primei revoluții franceze (1789), Ecaterina a II-a renunțase la falsul ei liberalism, trecând fățiș la aplicarea unei politici de aspre represalii împotriva „liber-cugetătorilor”.
Ca urmare a acestei politici, mulți fii ai Rusiei, oamenii înaintați ai vremii, cunosc urgia prigoanei țariste. Novikov este închis în fortăreața de la Schlüsselburg, iar Radiscev deportat în Siberia.
Din ordinul Ecaterinei, tipografia unde Krîlov își imprima revistele a fost sechestrată, iar el obligat să renunțe la slujbă și să părăsească capitala. Începe o perioadă de peregrinări, în care scriitorul și-a îmbogățit experiența de viață, cîmpul de observație artistică. În cei aproape 12 ani cît a stat în diferite colțuri ale Rusiei, Krîlov a cunoscut mai adînc traiul și psihologia poporului, relațiile dintre clasele sociale, precum și toate subtilitățile graiului popular. Fabulistul a petrecut o bună parte din acești ani de surghiun la moșia prințului Golițîn - demnitar opoziționist și om de cultură cu vederi înaintate - unde a îndeplinit funcția de secretar personal al prințului și de preceptor al copiilor acestuia. În această perioadă a scris câteva comedii și vodeviluri pentru spectacolele organizate la conac, ocupându-se totodată de muzică și pictură. Cei care l-au cunoscut mai îndeaproape au lăsat numeroase mărturii despre talentul lui multilateral, despre cunoașterea aprofundată a limbii franceze și italiene, precum și despre excepționalele sale aptitudini pedagogice.

### Maturitatea
În 1801, după urcarea pe tron a lui Alexandru I, fabulistului i se acordă dreptul de a reveni în capitală. În 1805 îl găsim la Moscova, iar un an mai tîrziu se stabilește definitiv la Petersburg, unde începe perioada gloriei sale literare.
După opera „Bogătașul Ilia” (1805), publică două comedii satirice: „O prăvălie la modă” (1806) și „Lecție dată tinerelor fete” (1807), comedii în care critică cosmopolitismul clasei nobiliare, viciile societății parazitare. De atunci datează cea mai mare parte a fabulelor sale.

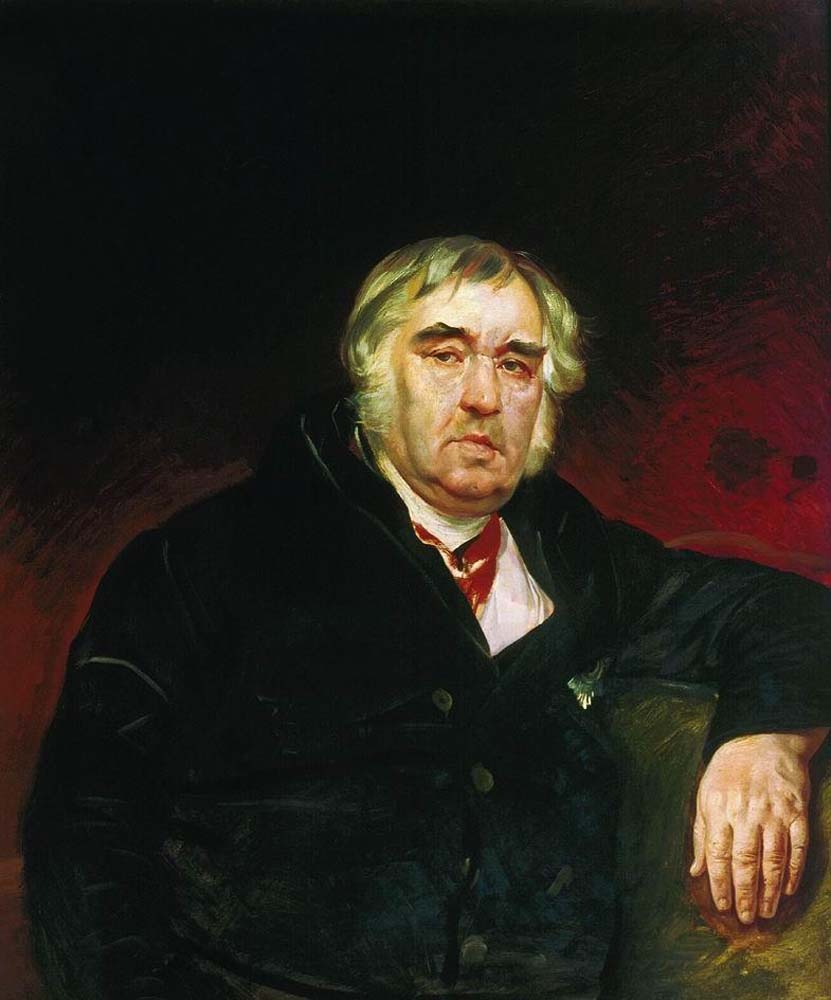
I.A.Krîlov, portret realizat de Karl Brulloff în 1839

Satirizând privilegiile nobilimii, Krîlov revendică egalitatea socială pentru toți cetățenii, îndeplinirea cinstită a datoriei cetățenești fața de stat, indiferent de originea nobilă sau plebee :
„Eu stimez în oameni numai întelepciunea și virtutea și, sub orice formă mi s-ar înfățișa, întotdeauna am față de ele același respect. Tîrgovețul plin de virtuți și țăranul cinstit, bun la suflet, valorează pentru mine de o sută de ori mai mult decît aristocratul care numără în genealogia sa pînă la 30 de generații nobile, dar care nu are nici un fel de merite...”—I. A. Krîlov

### Bătrînețea
Trăind în ultima perioadă a vieții izolat de frământările politice și sociale ale epocii, el lucrează, începând din 1812 și aproape până la moarte - 9 noiembrie 1844 - ca modest arhivar la Biblioteca publică din Petersburg, deși deținea înaltul titlu de membru al Academiei Ruse. Singurele lui legături cu viața publică au fost, în această perioadă, întîlnirile literare cu scriitorii: Karamzin, Derjavin, Jukovski, Viazemski și A. S. Pușkin. Până la sfîrșitul vieții, părintele fabulei naționale ruse a trăit în universul personajelor și imaginilor create de el.

## Opera

Manuscrisul fabulei „Danţul peştilor”

Krîlov s-a format ca scriitor în ultimele patru decenii ale secolului al XVIII-lea. 
În 1787 începe colaborarea lui Krilov la revista „Utrennie ceasî" („Orele dimineții"), în care au fost publicate, fără semnătură, primele sale fabule. În fabulele sale întâlnim originalitatea ce constă în recrearea artistică a realității, ca și în simțul moralizator, ascuns cu măiestrie de gama variată a ironiei și satirei, uneori bonome, într-o limbă vioaie și pitorească.
Prima culegere de fabule a lui Krîlov apare la începutul anilor 1809 și de atunci, în decurs de 24 de ani, scriitorul a scris peste 200 de fabule (dintre care câteva constituie adaptări sau traduceri după fabulistul francez La Fontaine sau grecul Esop). Încă din timpul vieții Krîlov a fost consacrat ca maestru al acestui gen literar, atât pe plan național, cât și pe plan mondial
Elementul popular și național este acela care determină specificul creației lui Krîlov, caracterul personajelor și imaginilor care populează universul fabulelor sale. La el, „până și animalele, și arborii - întreaga natură - sunt rusești” - spunea V. G. Bielinski. Pentru prima oară în literatura rusă, fabulele lui aduc, în forma alegorică, aproape toate categoriile sociale din Rusia acelui timp. 
Prin tematica lor, fabulele lui Krîlov cuprind aspectele multilaterale din viața Rusiei țariste din timpul său. Cele mai caracteristice sunt acelea care zugrăvesc samavolnicia justiției și a autorităților, carierismul, venalitatea și birocratismului aparatului de stat - aspecte pe care Krîlov le-a cunoscut în bogata sa experiență de slujbaș.
Fabule ca „Danțul peștilor”, „Oile bălțate”, „Lupii și oile”, „Știuca”, erau îndreptate împotriva regimului despotic autocrat, împotriva nedreptăților, constituind indirect o pledoarie îndrăzneață în apărarea poporului:
|  | ........................................................... Deși s-a spus că nu mai merge-așa, Să-și facă lupul tot de cap; Tot el rămîne gâde și casap, Fie pârât sau fie că-i pârâș O duce numai lupul pe oaie-n crâng târâș ........................................................... | — Fragment |

Expresia cea mai viguroasă a acestei satire demascatoare, cu un puternic caracter politic, apare în fabulele „Adunarea obștească”, „Oile bălțate”, „Ospățul” și mai cu seamă în „Danțul peștilor”, în care autorul demască nedreptățile sociale, fățărnicia și despotismul regimului țarist.
În "Danțul peștilor", tipul satrapului țarist capătă o largă generalizare artistică. Contemporanii lui Krîlov au recunoscut cu ușurință în figura Leului pe Alexandru I, iar în aceea a sutașului fățarnic și servil pe favoritul țarului - ministrul Arakceev - devenit simbol al politicii țariste de teroare și samavolnicie.

Gravură realizată după fabula Vulturul şi Păianjenul

În „Adunarea obștească”, lupul, simbolizând cruzimea și rapacitatea demnitarilor, devine staroste peste oi. În chip formal și oile - care semnifică aici poporul - trebuiau să fie, chipurile, consultate. Dar „poporul întrebat nici pâs nu a răspuns” și autorul conchide cu amărăciune:
|  | ........................................................... Ci n-au fost oile în stare Nimic să sufle-n adunare? N-au spus nimic și-aveau dreptate, Căci ele nici n-au fost chemate, Necum să fie întrebate. ........................................................... | — Adunarea obștească |

În alte fabule sunt dezvăluite diferite vicii ale aparatului birocratic țarist ca: prostia demnitarilor („Oracolul”, „Dregătorul”), servilismul față de cei mari („Elefantul și Javra”, „Vulturul și Păianjenul”).
Pe de altă parte, Krîlov dezvăluie cauzele nedreptăților sociale și abuzurilor claselor privilegiate. În fabula „Țăranii și Rîul” (1813) răsună protestul poporului jefuit și exploatat de ocîrmuire în cârdășie cu slugile ei. Țăranii vin la Rîul cel mare „ca să-l înduplece, să le asculte durerile și chinurile multe”. Dar curând își dau seama că jalba lor este zadarnică:
|  | ........................................................... Însă, uitându-se în apele lui late Văzură-n râul mare, cărat pe jumătate, Avutul lor, răpit de râurile mici, Înghesuit deavalma, bucate, vite, târlă Și-l însoțeau cu ochii, dus pe gârlă. ........................................................... | — Țăranii și rîul |

Morala fabulei este concludentă:
|  | ........................................................... Ce să mai cauți la cei mari dreptate Cînd ei dau cu cei mici pe jumătate? ........................................................... | — Țăranii și rîul |

În fabula-pamflet „Cioara și găina”, Krîlov a demascat falsul patriotism al nobilimii ruse reacționare, care a pactizat cu dușmanul pentru a se pune la adăpost, căutând să tragă profituri de pe urma cotropirii napoleoniene. Acești renegați, trădători de patrie, înfățișați în fabulă sub chipul Cioarei, au rămas în Moscova ocupată de Napoleon, dar în cele din urmă și-au primit pedeapsa cuvenită fiind sacrificați de ocupanți.
Un alt moment important al războiului din 1812, legat de tratativele pe care le ducea Napoleon pentru încheierea unui armistițiu, a fost consemnat în fabula „Lupul între cîini”. Aici, baciul îl întruchipează pe Kutuzov, care, exprimînd năzuințele poporului, cheamă „pe toți - de la mic la mare” la lupta unită într-o mișcare de partizani împotriva dușmanului cotropitor, iar lupul hulpav îl reprezintă pe Napoleon. Scoțînd în evidență eroismul poporului rus, hotărîrea lui nestrămutată de a lupta până la izbânda finală, marele fabulist exprimă mîndria națională care-l caracterizează pe Kutuzov:
|  | ........................................................... Ești numai sur, eu sunt încărunțit Și cu năravul tău, obișnuit. De aceea mi-am făcut și eu o lege, Cu lupii voștri a mă înțelege: Eu îi jupoi de piele și de vii, Pe el, ciobani! Pe el, dulăi! Pe el copii! ........................................................... | — Lupul între cîini |

Și alte evenimente istorice au fost consemnate de pana realistă a scriitorului satiric. Dintre fabulele care au o bază istorică concretă, cele mai semnificative sunt „Fiertura lui Damian” și „Cvartetul”.

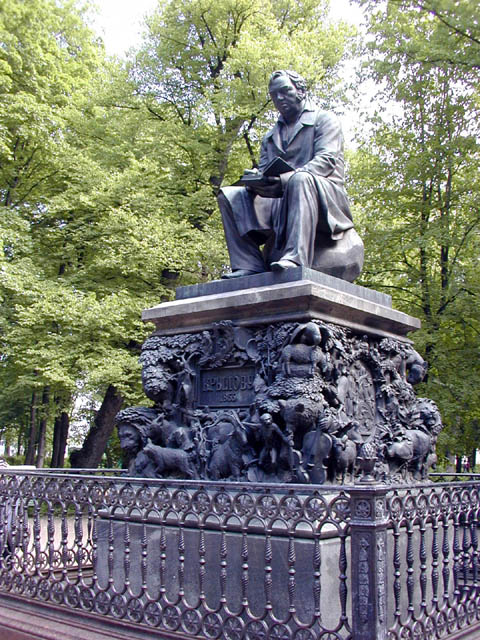
Monument al lui Ivan Krîlov din Grădinile de Vara (1854 — 1855) - realizat de Peter Klodt von Urgensburg

Sursele creației lui Krîlov își au rădăcina în însăși viața și tradițiile poporului rus. De aceea, suflul basmului popular se face simțit în întreaga compoziție a fabulelor, în procedeele artistice folosite de autor, oglindind conștiința colectivă a poporului, mentalitatea și experiența lui de veacuri. Folosind cu măiestrie proverbele și zicătorile populare, Krîlov a îmbogățit limba și literatura rusă cu noi zicători. În fabulele sale se simte influența folclorului.
Krîlov apare ca un inovator al fabulei ruse. El frânge cu hotărâre regulile convenționale ale clasicismului, înlătură morala seacă și didacticistă cultivată de fabuliștii dinaintea lui. La Krîlov, concluzia izvorăște în chip firesc din însuși conținutul fabulei, îmbrăcată în forma bogată și concisă a limbajului său poetic. Numele lui Krîlov figurează în rândul acelor scriitori rusi pe care poporul i-a îndrăgit cel mai mult. Fabulele sale sunt tot atât de dragi și omului care dispune de o bogată experiență a vieții, și elevului care cunoaște pentru prima dată comorile literaturii. În fabulele „bunicului Krîlov” este strânsă o comoară de înțelepciune populară și totodată ele redau în chip atît de poetic și de pitoresc concepțiile poporului asupra vieții, cât și o colorată și inepuizabilă bogăție a limbii ruse. Se pare ca eroul principal al fabulelor lui Krîlov a devenit insăși limba rusă — 
Krîlov este poate singurul scriitor clasic rus care și-a văzut operele tipărite în numeroase ediții, cu tiraje de zeci de mii de exemplare. Astăzi, fabulele lui sunt citite în întreaga lume, fiind traduse în peste 50 de limbi străine. Ultima ediție pe care a compilat-o puțin înainte de moartea sa și care a fost printată în decembrie 1834, conținea 197 de fabule.
Bielinski spunea: „Poporul îl cunoaște și-l iubește pe Krîlov, pentru că Krîlov cunoaște și iubește poporul.”
În 1823, Academia Rusă l-a premiat pe Krîlov cu medalia de aur pentru întreaga sa activitate literară.

### Scrieri
- 1786: Cleopatra ("Клеопатра")
- 1788: Filomena ("Филомела")
- 1789: Corespondența sufletelor ("Почта духов")
- 1806: Salonul de modă ("Модная лавка")
- 1807: Fabule ("Басни")
- 1807: Lecția fetelor ("Урок дочкам")